# Gare de Musashi-Sakai
La gare de Musashi-Sakai (武蔵境駅, Musashi-Sakai-eki) est une gare ferroviaire de la ville de Musashino dans la préfecture de Tokyo au Japon. La gare est desservie par les lignes des compagnies JR East et Seibu.

## Situation ferroviaire
La gare de Musashi-Sakai est située au point kilométrique (PK) 25,7 de la ligne Chūō. Elle marque le début de la ligne Seibu Tamagawa. 

## Histoire
La gare JR a été inaugurée le 11 avril 1889. La gare Seibu ouvre le 22 octobre 1917.

## Services aux voyageurs

### Accès et accueil
La gare dispose d'un bâtiment voyageurs, avec guichet, ouvert tous les jours.

### Desserte

#### JR East
- Ligne Chūō :
  - voie 1 : direction Shinjuku et Tokyo
  - voie 2 : direction Tachikawa et Takao

#### Seibu
- Ligne Tamagawa :
  - voie 3 et 4 : direction Koremasa